# Bainbridge (Indiana)
Bainbridge – miasto w Stanach Zjednoczonych, w stanie Indiana, w hrabstwie Putnam.